# ローダーデール郡 (アラバマ州)
ローダーデール郡（英: Lauderdale County）は、アメリカ合衆国アラバマ州の北西隅に位置する郡である。2010年国勢調査での人口は92,709人であり、2000年の87,966人から5.4%増加した。郡庁所在地はフローレンス市（人口39,319人）であり、同郡で人口最大の都市でもある。郡名はテネシー州出身のジェイムズ・ローダーデール大佐に因んで名付けられた。
ローダーデール郡はフローレンス・マッスルショールズ大都市圏、通称「ザ・ショールズ」と呼ばれる都市圏に属している。フローレンスには北アラバマ大学がある。

## 歴史
ローダーデール郡は1780年頃にバージニア州で生まれたジェイムズ・ローダーデール大佐に因んで名付けられた。19世紀初期、ローダーデールは西テネシーに移住し、ジョン・コーフィ将軍の志願騎兵隊で少佐になった。後に中佐に昇進し、騎馬ライフル旅団を指揮し、アンドリュー・ジャクソンに仕えて、インディアンとの多くの戦闘に参戦した。信頼できる歴史書に拠れば、ローダーデール大佐はニューオーリンズの戦いで戦死したのではなく、タラデガの戦いで負傷し、ジャクソンがニューオーリンズでイギリス軍に対して決定的な勝利を挙げた日の17日前、1814年12月23日に死んでいた。南部州の幾つかの町や郡がローダーデールの名前を付けているが、ローダーデール郡に足を踏み入れたことは無かったと言われている。
ローダーデール郡はアラバマが州に昇格する1年前の1818年に設立され、郡庁所在地のフローレンスも1818年に設立された。当時サイプレス土地会社という名前で一団の投資家が、当初の町の場所を含む広さ5,515エーカー (22.32 km2) の土地を政府から購入した。初期開拓者のために競った郡内の他の町は、いずれも川に近いことが利点となっており、フローレンスから9マイル (14 km) 下流のサベージズスプリングと、20マイル (32 km) ほど下流のウォータールーがあった。
郡内の古い開拓地の中で、キルンとロジャーズビルの間にセンタースターがある。この地域はかつてチカソー族とチェロキー族インディアンが領有しており、開拓地を設立する前に各部族から土地を譲り受ける必要があった。昔のインディアン集落の名残がセンタースターの南西で見られた。その他の古い開拓地としてはミドルトンとエルジンがあり、エルジンはイングラムのエルジンクロスローズと呼ばれていた。
フローレンスの東23マイル (37 km) ほどにあるロジャーズビルは、インディアンとの交易業者だったジョン・ロジャーズに因んで名付けられており、その息子はサミュエル・ヒューストンの親友だった。ウィル・ロジャースはこのロジャーズと同じ家系の出だと言われている。ロジャーズビルの近くで長年ラムの渡しが運行された。
レキシントン、スプリングフィールド、アンダーソンの町はリー・ハイウェイの北にあり、レキシントンはかつてチェロキー族が領有していた土地に属していた。その地域の開拓者の多くはテネシー州や両カロライナ州から来ていた。レキシントンで最初の郵便局は町の北、ロレット道路沿いに1880年に建てられた。当時の郵便は馬と荷車を使ってテネシー州ロレットから運ばれていた。
セントフローリアンの町は1872年にジャクソン・ハイウェイ沿いに設立され、ドイツ・カトリック教会設立者によって守護聖人に因んで名付けられた。
ローダーデール郡からは4人のアラバマ州知事を輩出した。すなわち、ヒュー・マクベイ、ロバート・M・パットン、エドワード・A・オニール、エメット・オニールである。

## 地理

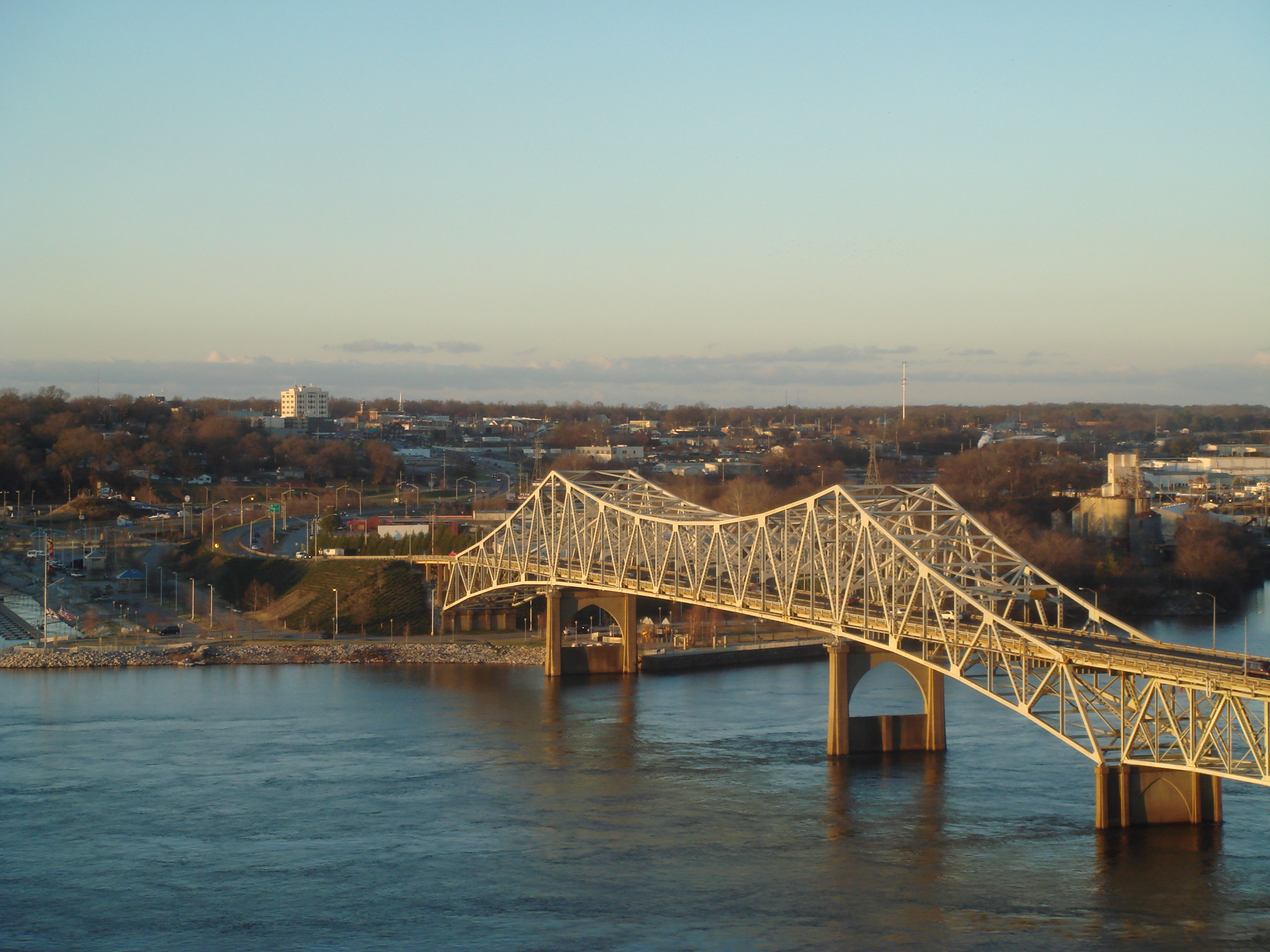
フローレンス市、手前はテネシー川

アメリカ合衆国国勢調査局に拠れば、郡域全面積は718.78平方マイル (1,861.6 km2)であり、このうち陸地669.46平方マイル (1,733.9 km2)、水域は49.32平方マイル (127.7 km2)で水域率は6.86%である。

### 河川
- テネシー川

### 交通

#### 主要高規格道路
- アメリカ国道43号線
- アメリカ国道72号線
- アラバマ州道17号線
- アラバマ州道20号線
- アラバマ州道34号線
- アラバマ州道101号線
- アラバマ州道157号線

#### 鉄道
- テネシー・サザン鉄道

### 隣接する郡
- ローレンス郡 (テネシー州) - 北
- ウェイン郡 (テネシー州) - 北
- ジャイルズ郡 (テネシー州) - 北東
- ライムストーン郡 - 東、エルク川の対岸
- ローレンス郡 - 南東、テネシー川の対岸
- コルバート郡 - 南、テネシー川の対岸
- ティショミンゴ郡 (ミシシッピ州) - 西、テネシー川の対岸
- ハーディン郡 (テネシー州) - 北西

### 国立保護地域
- キーケイブ国立野生生物保護区
- ナチェズ・トレイス・パークウェイ（部分）

## 人口動態
以下は2000年国勢調査による人口統計データである。
| 基礎データ - 人口: 87,966人 - 世帯数: 36,088 世帯 - 家族数: 25,153 家族 - 人口密度: 51人/km2（131人/mi2） - 住居数: 40,424軒 - 住居密度: 23軒/km2（60軒/mi2） 人種別人口構成（ ）内は2010年のデータである。 - 白人: 84.38% (86.4%) - アフリカン・アメリカン: 13.85% (10.0%) - ネイティブ・アメリカン: 0.25% (0.4%) - アジア人: 0.35% (0.7%) - 太平洋諸島系: 0.02% (0.0%) - その他の人種: 0.36% - 混血: 0.79% (1.4%) - ヒスパニック・ラテン系: 1.02% (2.2%) 先祖による構成 - イギリス系：41.9% - アフリカ系：13.85% - スコットランド・アイルランド系：9.66% - スコットランド系：4.11% - アイルランド系：3.19% - ウェールズ系：2.5% | 年齢別人口構成 - 18歳未満: 23.0% - 18-24歳: 10.1% - 25-44歳: 27.9% - 45-64歳: 23.9% - 65歳以上: 15.1% - 年齢の中央値: 38歳 - 性比（女性100人あたり男性の人口） - 総人口: 91.7 - 18歳以上: 88.2 世帯と家族（対世帯数） - 18歳未満の子供がいる: 30.4% - 結婚・同居している夫婦: 55.8% - 未婚・離婚・死別女性が世帯主: 10.8% - 非家族世帯: 30.3% - 単身世帯: 26.4% - 65歳以上の老人1人暮らし: 11.0% - 平均構成人数 - 世帯: 2.39人 - 家族: 2.89人 収入と家計 - 収入の中央値 - 世帯: 33,354米ドル - 家族: 41,438米ドル - 性別 - 男性: 33,943米ドル - 女性: 20,804米ドル - 人口1人あたり収入: 18,626米ドル - 貧困線以下 - 対人口: 14.4% - 対家族数: 10.5% - 18歳未満: 18.5% - 65歳以上: 11.3% |

## 見どころ
郡内にはW・C・ハンディ邸と博物館、およびローゼンバウム邸がある。

### レクリエーション
- ジョー・ウィーラー州立公園
- 北アラバマ野鳥観察歩道 - 地域で野鳥観察に適した場所の集積。
- ナチェズ・トレイス・パークウェイ - 全長444マイル (715 km) の線形公園と道路、テネシー州ナッシュビルからミシシッピ州ナチェズに通じている、教育用あずまやのある待避所があり、土地、歴史、野生生物に関する情報を与えている。
- ショールクリーク保存地 - 広さ298エーカー (1.21  km2) の野生植物と動物の保存地。野鳥観察や全長2.1マイル (3.4 km) の乗馬道、4.2マイル (6.7 km) のハイキングコース、また制限付き狩猟などレクリエーションにも使える[6]。セントフローリアンの北にある。

## 都市と町

### 都市
- フローレンス - 郡庁所在地

### 町
- アンダーソン
- キルン
- レキシントン
- ロジャーズビル
- セントフローリアン
- ウォータールー

### 国勢調査指定地域
- アンダーウッド・ピーターズビル

### 未編入の町
- グリーンヒル
- オークランド
- ジップシティ